# Southlake
Southlake é uma cidade localizada no estado norte-americano do Texas, no Condado de Denton e Condado de Tarrant.

## Demografia
Segundo o censo norte-americano de 2000, a sua população era de 21.519 habitantes.
Em 2006, foi estimada uma população de 25.748, um aumento de 4229 (19.7%).

## Geografia
De acordo com o United States Census Bureau tem uma área de 58,1 km², dos quais 56,7 km² cobertos por terra e 1,4 km² cobertos por água.

## Localidades na vizinhança
O diagrama seguinte representa as localidades num raio de 12 km ao redor de Southlake.